# Canción pop de tres minutos
Una canción pop de tres minutos de duración es un cliché que describe el arquetipo de la música pop basada en la típica duración de un sencillo. El origen de la longitud de "tres minutos" probablemente deriva de la velocidad del formato original de los discos de 78 rpm, alrededor de los tres y cinco minutos por cada lado, justo el tiempo necesario para la grabación de una canción completa.